# مرسيليائية مدرعة
مرسيليائية مدرعة (الاسم العلمي: Massilia umbonata) هي نوع من البكتيريا، سلبية الغرام، تتبع المرسيليات.